# Моноплан
Моноплан е самолет с едно крило. Наименованието е съставено от думите на гръцки: μóνοζ – „един“ и на латински: planum – „плоскост“. Построен е по основна конструктивна схема, различна от двете основни схеми, по които са строени бипланите и трипланите.

## Видове моноплани
Монопланите се подразделят на няколко типа в зависимост от разположението на крилото спрямо фюзелажа.
- Низкоплощник, наричан още нископлан;
- Средноплощник, наричан още средноплан или центроплан;
- Горноплощник, наричан още високоплан;
- Парасол – крилото се разполага над фюзелажа. Названието произтича от френската дума parasol – чадър.

Крилото може да бъде подпряно със стойки или положението му да се фиксира със специално поставено надеждно кабелно обтягане, като в по-ранните модели самолети за това са монтирани горна и долна пирамида. Когато не се използват такива средства за механична якост, се казва че крилото е свободноносещо.

## История
Построяването на летателен апарат с едно крило е идея, съществуваща успоредно с други най-разнообразни конструкции. В края на XIX век Александър Фьодорович Можайски от Русия е конструирал и построил през 1883 година самолет с парен двигател. Проектът му на моноплан е с едно „теглещо“ и две „тикащи“ витла, задвижвани от две парни машини. По това време не е била известна зависимостта на подемната сила от профила на крилото и конструкцията е едно плоско крило с правоъгълна форма, заимствано от хвърчило. Площта на крилото е 330 квадратни метра. Фюзелажът е с форма на лодка, а в оперението със система въжета се управляват двете кормила за посока и височина. Опитът за изпитване е завършил с тежка авария.
Успешни са конструкциите на Луи Блерио. С моделите Блерио VI, Блерио VII и Блерио VIII се установява основната конструкция, по която се създават следващите успешни модели – „теглещо“ витло, дълъг фюзелаж, низкоразположено крило, оперение с хоризонтален и вертикален стабилизатор. Основни материали – стоманени тръби, дървени силови елементи, здрава хартия, плат и шперплат. В самолетите Блерио IX и Блерио XI е направено всичко, което се използва и до днес в конструкцията и системата за управление – с педали се управлява кормилото за посока, а с лост се управлява кормилото за височина и огъването на задния край на крилото, за напречно управление на самолета. С Блерио XI конструкторът му прелита Ла Манш на 25 юли 1909 година и доказа, че самолета не е само средство за атрактивни демонстрации, а сериозна транспортна машина.
Друг успешен моноплан е разработеният от Леон Левавасьор (Leon Levavasser) (1863 – 1922) самолет „Антуанет -4“ (Antoinette -4). През октомври на 1908 година е завършена типичната монопланна конструкция – теглещо витло, добре обтекаем фюзелаж, крило с трапецовидни елерони. С този самолет летецът Юбер Латам (Hubert Latham) (1883 – 1912) през юли 1909 година не успя да покори Ла Манш, поради повреда в двигателя, но през август 1909 по време на първите международни авиационни състезания в Реимс – Франция, Латам лети в продължение на два часа и 17 минути, при което изминава 155 километра.
Френският конструктор Арман Депердюсен (Armand Deperdussin) (1867 – 1924) е доразвил създадените френски моноплани. Самолетът му Депердюсен Монокок (Deperdussin Monocoque) през 1913 година е създаден като състезателен и всичко в конструкцията е подчинено на постигането на по-висока скорост. Крилото е по-тънко и с по-малка кривина на профила, фюзелажът е с овална обтекаема форма, монококова конструкция с шперплатова обшивка с дебелина 4 mm, поемаща всички натоварвания. Кабината на пилота и оста на винта са съоръжени с обтекатели, а опашното оперение е със стреловидна предна страна. На 16 април 1913 година в Монако се провежда скоростно състезание по затворен маршрут за хидроплани (hidravion) за Купа Шнайдер (Coupe Schneider), учредена от френския индустриалец и авиатор Жак Шнайдер (Jaiques Scheider). Купата е спечелена от френския пилот Морис Прево с хидроплан Депердюсен Монокок. На 29.09.1913 година отново Морис Прево (Maurice Prevost) установява световен рекорд със скорост 200 km/h. Това постижение е надминато едва 10 години по-късно. Поради няколко аварии с този самолет се заключава, че основната конструктивна схема е виновна и строените през периода на Първата световна война самолети са биплани – бавни, но здрави, поради по-нискито натоварване на единица площ на крилото и с голямата крилна площ обезпечаващи по-висока обща товароподемност. Самолетът на Депердюсен с вложените нови идеи е изпреварил развитието на самолетостроенето с повече от 15 години. Създаването на нови самолетни двигатели и конструкционни материали, насочени специално към самолетостроенето, е позволило от началото на 30-те години строените самолети за военни и граждански цели да бъдат предимно моноплани и да използват идеите заложени в Депердюсен Монокок.

## Моноплани в българската бойна авиация до 1945 година
- Bleriot XI – произведени във Франция и Русия. Внос през 1912 година
- PZL P.24 „Ястреб“ – едномоторен изтребител произведен в Полша. Внос през 1938 година.
- Arado Ar 96 B-2 „Сойка“ – едномоторен учебен за квалификация на военни пилоти, произведен в Германия. Внос през 1940 г.
- PZL.43A „Чайка“ – едномоторен самолет за разузнаване и лек бомбардировач, произведен в Полша. Внос през май 1937 г. на 12 бр. PZL.43 и през август 1939 г. на 36 бр. PZL.43A. Два броя пленени самолети, подложени на изследване, са получени от Германия.
- Focke-Wulf FW 56 – „Комар“ – учебно-боен, произведен в Германия. Внос през 1938 година.
- Dornier Do 17P/M „Ураган“ – двумоторен бомбардировач, произведен в Германия. Внос през 1940 година.
- Messerschmitt Bf 109E-4 – изтребител произведен в Германия. Внос през 1940 година.
- Messerschmitt Bf 108 B-1 „Лебед“ – едномоторен, четириместен, многоцелев самолет. Произведен в Германия. Внесен през 1940 година.
- Focke-Wulf FW 43 „Милка“ – пътнически, многоцелев самолет, произведен в Германия. Внесен през 1939 година.
- Aero A-304 „Пеликан“ – двумоторен бомбардировач, произведен в Чехия. Внос през 1940 година.
- Junkers Ju 52/3M „Сова“ – тримоторен, военно-транспортен самолет. Произведен в Германия. Внос през 1938 година.
- Focke-Wulf FW 58„Гълъб“ – многоцелев самолет, произведен в Германия. Внос през 1939 година.
- Aero MB-200 „Бухал“ – двумоторен бомбардировач, произведен в Чехословакия. Внос през 1939 година.
- Avia B-71 „Жерав“ – двумоторен бомбардировач произведен в Чехословакия по лиценз на СБ (разработен от А. Туполев). Внос през 1939 година на 36 броя.
- Arado Ar-196 A-3 „Акула“ – хидросамолет, произведен в Германия. Внос през 1943 година.
- Avia B-135 B – изтребител, произведен в Чехословакия. Внос през 1943 година.
- Bucker Bu 181 „Бестман“ – учебен самолет, произведен в Германия. Внос през 1943 година.
- Messerschitt Me 109 G-2 „Стрела“ – изтребител, произведен в Германия.
- Dewoitine D.520 – изтребител, произведен във Франция. Внос през 1943 година на 96 броя.
- Fieseler Fi 156 „Дрозд“ – многоцелеви самолет-за разузнаване, медицински. Произведен в Германия. Внос през 1941 година.
- Junkers Ju 87 R-2 „Щука“ – пикиращ бомбардировач, произведен в Германия. Внос през 1943 година.
- Focke-Wulf FW 189 A-2 „Небесно око“ – разузнавателен самолет, произведен в Германия. Внос през 1943 година.
- Messerschmitt Me 109 G-4 „Стрела“ – изтребител, произведен в Германия. Внос през 1944 година.
- Messerschmitt Me 109G-6 „Стрела“ – изтребител, произведен в Германия. Внос през 1943 година.
- Junkers Ju 87 D-5 „Щука“ – щурмови самолет и пикираш бомбардировач, произведен в Германия. Внос през 1944 година на 40 броя.
- Heinkel He 111 H-16 – двумоторен бомбардировач, произведен в Германия. Внос през 1943 година.
- Nardi F.N.315 – учебен самолет, произведен в Италия. Внос през 1943 година.

## Моноплани произведени в България
- КБ-309 (КБ-6) „Папагал“. Двумоторен многоцелеви моноплан нископлощник. Произвеждан в завод „Капрони Български“ в Казанлък и е развитие на италианския самолет Caproni Ca-309 „Гибли“. Двигатели Argus As-10C, редови, 6 цилиндров с въздушно охлаждане и мощност 2х176 kw/240 hp. Въоръжение 32 леки бомби – около 400 kg. Година на производство 1940.
- КБ-11 „Квазимодо“ – прототип. Едномоторен, двуместен моноплан горноплощник със закрита кабина и непребираем колесник. Предназначение-дивизионен разузнавач. Двигател Алфа-Ромео 126 RC 34 с мощност 552 kw/750 hp. Преработен основно преди серийно производство. Година на производство 1940.
- ДАР-10А „Бекас“ – едномоторен, двуместен моноплан нископлощник с непребираем колесник и закрита кабина. Двигател Алфа-Ромео 126 RC 34 с турбокомпресор. Мощност 573,3 kw/780 hp. Въоръжение 2х7,92 mm неподвижни крилни картечници и една сдвоена 7,92 mm картечница за защита на опашката. Бомби 4х100 kg на крилото и 1х100 kg под тялото. Произведен 1941 година.
- ДАР-10Ф е модернизиран вариант на ДАР-10А. Разработен от инж. Цветан Лазаров. Прекрасен щурмови самолет, но е произведен в началото на ерата на реактивната авиация. Създаден е само прототип. Съоръжен е с двигател Fiat RC 38 – 14 цилиндров звездообразен двигател с въздушно охлаждане и мощност 649 kw/870 hp.
- КБ-11 „Фазан“ – едномоторен двуместен моноплан горноплощник със закрита кабина и непребираем колесник. Предназначение – щурмовик и тактически разузнавач. Двигател Alfa-Romeo 126 RC 34 с мощност 552 kw/750 hp. Въоръжение – 2х7,92 mm синхронни картечници и една сдвоена 7,92 mm подвижна за защита на опашката. Бомби 8х50 kg или 4х100 kg на бомбодържатели под тялото. През 1941 година са произведени 7 броя.
- КБ-11-А „Фазан“ – едномоторен двуместен моноплан горноплощник със закрита кабина и непребираем колесник. Предназначение – щурмовик и тактически разузнавач. Двигател PZL Бристол „Пегасус“ XXI, деветцилиндров, звездообразен с въздушно охлаждане – Мощност на двигателя 614 kw/835 hp. Въоръжение – 2х7,92 mm синхронни картечници от страни на двигателя и една сдвоена 7,92 mm подвижна картечница за защита на опашката. Бомби – 8х50 kg или 4х100 kg на бомбодържатели под тялото. През 1942 година са произведени 43 самолета.
- Лаз-7 – едномоторен, двуместен учебно-тренировъчен самолет. Разработен и внедрен за производство в ДСФ – Ловеч от инж. Цветан Лазаров. Произвежда се от юни 1949 година. Двигател чешко производство Walter Minor 6.III, 6 цилиндров, редови с въздушно охлаждане и максимална мощност 117,6kw/160 hp. Използван е във ВВС за обучение като лек нощен бомбардировач, въоръжен с две крилни картечници 7,92 mm и за бомбомятане на 6х10-20 kg бомби. Без въоръжение е използван за първоначално обучени на пилоти и трениране на фигури от висш пилотаж. Произведени са 160 броя от този модел и 3 самолета като прототипи. Произведени са и 150 броя от модификацията Лаз-7М с двигател М-11ФР съветско производство, петцилиндров звездообразен с въздушно охлаждане. Самолетостроителните заводи са закрити през 1954 година, въпреки интереса и поръчките за доставка на самолет Лаз-7М в Полша и Египет.
- Лаз-8 – четириместно въздушно такси. Произведен е един брой.
- Лаз-12

## Галерия
- P.Z.L. 24 „Ястреб“
- КБ 11 „Фазан“
- Arado Ar 96-Технически музей Берлин
- Focke-Wulf FW 189 „Небесно око“
- Dornier Do 17
- Junkers Ju 52 „Сова“
- Avia B-71 „Жерав“
- Месершмит 109 G-2 „Стрела“ – музей Берлин
- Me 109 G-6
- Dewoitine D.520 в Авиационен музей Bourget

|  | Уикипедия разполага с Портал:Авиация |